# Josué Encarnación
Josué Malaquia Encarnación Ovando (ur. 20 czerwca 1992) – dominikański zapaśnik walczący w stylu wolnym. Trzeci na igrzyskach panamerykańskich w 2015. Srebrny medalista mistrzostw panamerykańskich w 2014, a także igrzysk Ameryki Środkowej i Karaibów w 2014. Mistrz Ameryki Południowej z 2014. Trzeci na igrzyskach boliwaryjskich w 2013 roku.